# BS 7799
British Standard (BS) 7799 is de grondlegger van ISO/IEC 17799. De standaard wordt gepubliceerd door  BSI (British Standards Institution). Net zoals de ISO norm is BS 7799 een standaard voor informatiebeveiliging. Naast best practices beschrijft BS 7799 een management systeem voor het beheer van informatiebeveiliging. 
De standard bestaat uit twee delen:
- Deel 1, Code of Practice for information security management
- Deel 2, Specification with guidance for use

In deel 1 wordt het vakgebied Informatiebeveiliging opgesplitst in 'best practices'. Die zijn beschreven in 10 hoofdstukken, 36 doelstellingen, 127 'controls' en meer dan 1400 best practices (beveiligingsmaatregelen).
In deel 2 wordt de managementcyclus in de vorm van de kwaliteitscirkel van Deming (bestaande uit de processen Plan-Do-Check-Act) beschreven.
In tegenstelling tot ISO 17799 is het mogelijk om gecertificeerd te worden op deze norm.